# Kurose
Kurose je kaldera o rozměrech 5×7 km, nacházející se v Pacifiku mezi ostrovy Mikuradžima a Hačjódžima. Základna kaldery se nachází 700 m pod hladinou moře, okraje jsou 107 m pod hladinou. Na vnitřních stěnách se nacházejí větší depozita dacitové pemzy. Doba poslední erupce není známa, ale morfologie kaldery je poměrně mladá.